# Pantoffel

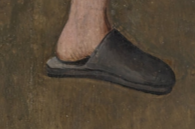
Pantoffel 1495

Der Pantoffel (französisch pantoufle ‚Hausschuh‘; umgangssprachlich auch Schlappen, Latschen, Puschen, Schlorren; österr. Schlapfen, Schluffen oder Patschen; schweizerisch Finken) ist eine Fußbekleidung (unisex) aus Sohle und Vorderkappe, jedoch – im Gegensatz zum Halbschuh oder Stiefel – ohne Fersenteil.

## Geschichte

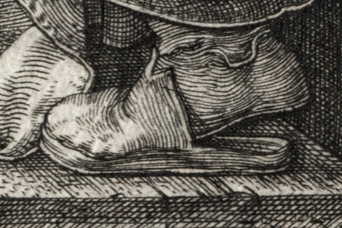
Pantoffel des Hohepriesters, Albrecht Dürer 1512

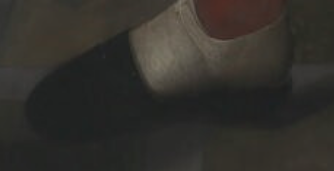
Pantoffel von Sir Francis Drake, 1580

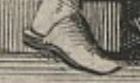
Pantoffel eines Musikers 1698

Pantoffeln stammen vermutlich aus dem Orient, wo sie oft mit Stickereien und Stempelvergoldungen reich verziert waren. Dieser weiche, verzierte Pantoffeltyp zeigt eine charakteristische, nach vorne zugespitzte, leicht bauchige Form und wird Pampusche – auch Babusche – genannt, ins Deutsche entlehnt aus französisch babouche, das über das maghrebinisch-arab. bābūsch auf pers. pāpūsch „Fußbekleidung“ (aus pers. pā „Fuß“ und pers. pūschīdan „anziehen“) zurückgeht. Die norddeutsche Form Puschen ist wohl von poln. papuć (gleicher Herkunft) beeinflusst. Die ältesten Pantoffeln wurden bisher in koptischen Gräbern des 2. bis 8. Jahrhunderts gefunden. Über Byzanz gelangten sie nach Italien und sind seit dem 15. Jahrhundert auch im übrigen Europa bekannt.
Die frühen Pantoffeln in Europa wurden in der Regel aus Leder und Kork gefertigt. In Lübeck bestand bereits vor 1436 eine Pantoffelmacherzunft, teilweise wurden die Pantoffeln auch von Schuhmachern angefertigt. 1444 wurde dort in einer Verordnung festgelegt, dass Schuhmacher nur Schuhe und Pantoffelmacher nur Pantoffeln anfertigen sollten. In Lüneburg wurden zuerst die Pantoffeln von den Schuhmachern mitgefertigt, 1525 bildeten dann die Pantoffelmacher eine eigene Zunft. In Greifswald wurde 1560 den Schuhmachern das Anfertigen von Pantoffeln untersagt.
Seit dem 19. Jahrhundert nennt man auch bequeme Hausschuhe Pantoffeln, auch wenn sie ein Fersenteil haben, also eigentlich Halbschuhe sind. Aus dieser Zeit stammt die Redensart „unter dem Pantoffel stehen“: Bürgerliche Ehefrauen waren damals eng ans Haus gebunden und trugen dort Pantoffeln. Ehemänner, die sich der häuslichen Herrscherin unterordneten, standen „unter dem Pantoffel“, wurden zu „Pantoffelhelden“.

## Verwandtes
In japanischen Haushalten haben Pantoffeln eine besondere Bedeutung. Zum einen werden in Haushalten fast grundsätzlich Pantoffeln getragen, da man auf keinen Fall mit seinen Straßenschuhen in eine Wohnung eintreten soll. Zum anderen sind noch einmal zusätzliche Pantoffeln nur zur Benutzung der Toilette vorgesehen.
Schlosspantoffeln nennt man weite einballige Naturhaarfilzpantoffeln, die bei Schlossbesichtigungen und ähnlichem zum Schutz der Fußböden über den Straßenschuhen getragen werden.

### Pantolette
Die Pantolette ist ein dem Pantoffel verwandtes Schuhmodell, das durch einen offenen Fersenbereich gekennzeichnet ist. Die Pantolette ist im Gegensatz zum Pantoffel nicht für den innerhäusigen Bereich gedacht. Vielmehr handelt es sich hierbei um ein – meist sommerliches – Straßenschuhwerk (Kennzeichen: straßentaugliche Laufsohlen). Es gibt Pantoletten für Frauen, für Männer und auch Unisex-Modelle. Der Vorderbereich des Schuhs kann offen oder geschlossen sein, es gibt sie sowohl mit als auch ohne Absatz.